# Microcobitis misgurnoides
Genre
Espèce
Statut de conservation UICN

 DD  : Données insuffisantes
Microcobitis misgurnoides, unique représentant du genre genre Microcobitis, est une espèce de poissons d'eau douce téléostéens de la famille des Cobitidae (ordre des Cypriniformes).

## Répartition
Microcobitis misgurnoides est endémique du Viêt Nam.

## Description
Microcobitis misgurnoides peut mesurer jusqu'à 41 mm, queue non comprise. C'est une espèce ovipare.

## Classification
L'espèce Microcobitis misgurnoides a été décrite pour la première fois en 1944 par le zoologiste suédois Hialmar Rendahl (1891-1969) sous le protonyme Cobitis misgurnoides.
En 2011, les ichtyologistes tchèques Jörg Bohlen (d) et Radovan Harant (d) créent le genre Microcobitis pour la reclasser sous son taxon actuel.
Microcobitis misgurnoides a pour synonyme :
- Cobitis misgurnoides Rendahl, 1944

## Publications originales
- Genre Microcobitis :
  - (en) Jörg Bohlen et Radovan Harant, « Microcobitis, a new genus name for Cobitis misgurnoides (Teleostei: Cobitidae) », Ichthyological Exploration of Freshwaters, Verlag Dr. Friedrich Pfeil (d), vol. 21, no 4,‎ 1er décembre 2010, p. 295-300 (ISSN 0936-9902, lire en ligne). [3]
- Espèce Microcobitis misgurnoides, sous le taxon Cobitis misgurnoides :
  - (de) Hialmar Rendahl, « Einige Cobitiden von Annam und Tonkin », Göteborgs Kungliga Vetenskaps-och Vitterhets-Samhälles Handlingar, 6B, vol. 3, no 3,‎ 1944, p. 1-54.